# Starship
Starship — система космічного запуску багаторазового використання, що належить до надважких ракет-носіїв і розробляється американською компанією SpaceX для транспортування людей на Марс (і навіть далі) і повернення їх на Землю.
Перший ступінь ракети називається «Super Heavy» (укр. Надважкий). Він призначений для виведення на орбіту другого ступеня, що водночас є і космічним кораблем зі спільною з ракетою назвою — Starship (укр. Зореліт). Останній випускатиметься в кількох версіях: пасажирська, вантажна (можливий варіант підйому супутників величезних розмірів) або танкер для космічної дозаправки. Обидва ступені працюватимуть із двигунами Raptor і повертатимуться на злітно-посадковий майданчик. Після заправки Starship знову буде готовим до польоту.
Генеральний директор SpaceX Ілон Маск вважає, що Starship буде здатний повністю замінити поточні ракети Falcon і космічні кораблі Dragon та Dragon 2, що наразі експлуатує його компанія. Підрахунки SpaceX дають змогу припускати, що запуск нової ракети буде дешевшим, ніж запуск наявних транспортних засобів. Кошти на розробку Starship планується отримувати від запуску супутників, проєкту Starlink (високошвидкісний супутниковий інтернет) та приватних інвесторів.

## Історія розвитку
Ще у 2007 році Ілон Маск заявив про особисту мету, яка в кінцевому підсумку дала б людині можливість провести дослідження Марса, його колонізацію та, можливо, тераформування. Деяка уточнювальна інформація про цю місію надходила протягом 2011—2015 років, включно із заявою про те, що перші колоністи прибудуть до Марса не раніше середини 2020-х років.

### Міжпланетна транспортна система
У жовтні 2012 року Маск публічно заявив, що планує розробити ракетну систему багаторазового використання, можливості якої значно перевищуватимуть ті, що наявні у будь-якої з ракет сімейства Falcon, на які він витратив декілька мільярдів доларів. В інтервалі 2013—2016 рр. ця нова ракетна система мала назву Mars Colonial Transporter, а в 2016—2017 рр. Маск став називати її Interplanetary Transport System (ITS) (укр. Міжпланетна транспортна система).
27 вересня 2016 року Маск оприлюднив деталі дизайну космічного транспортного засобу, включно з розмірами, матеріалом, кількістю і типом двигунів, їх тягою, пасажиро- і вантажопід'ємністю, орбітальним танкером для дозаправки та інші деталі інфраструктури на Землі та на Марсі.
У листопаді 2016 року SpaceX заявила про намір перед апаратами ITS послати на Марс Falcon Heavy разом із космічним кораблем Red Dragon, що на той момент розроблявся. Однак виявилися деякі проблеми з його посадкою, і в липні 2017 року було повідомлено, що ці розробки припиняються, натомість увага компанії буде зосереджена на побудові значно більшого корабля, ніж Red Dragon, але меншого за розмірами й потужністю, ніж анонсована раніше ITS.

### BFR
29 вересня 2017 року на 68-му щорічному засіданні «Міжнародного конгресу астронавтики» в Аделаїді (Австралія) Ілон Маск у своїй промові про мультипланетне життя дав нову назву своїй ракеті — Big Falcon Rocket (BFR). Він також навів її нові характеристики: висота — 106 м, діаметр — 9 м, матеріал корпусу — вуглепластик, 31 двигун Raptor — на першому ступені та 6 двигунів Raptor — на другому (4 одиниці вакуумної версії та 2 атмосферної). Знизу космічний корабель планували оснастити маленьким крилом «delta wing» із закрилком, що б дало б змогу здійснювати посадку в атмосферах різної густини (або взагалі без атмосфери) з вантажем різноманітної маси, розміщеним у носовій частині. Маск зазначив, що після успішного проходження усіх тестів BFR полетить на Марс у 2022 році.
7 лютого 2018 року після Тестового польоту Falcon Heavy із Tesla Roadster Ілона Маска на борту керівник SpaceX повідомив, що більше не планує використовувати FH для пілотованих місій, а Dragon 2 на ННО (МКС) запускатиметься ракетою Falcon 9 Block 5. Для відправлення ж людей до Місяця і далі SpaceX активніше візьметься за розробку BFR.
У березні 2018 року з'явилася інформація, що SpaceX орендувала на 10 років (із можливістю продовження цього терміну) частину порту на Каліфорнійському узбережжі біля Лос-Анджелеса (США). Там мала бути зведена будівля, у якій і виготовлятимуть ракету. Транспортування наземним шляхом такого великого об'єкта надто складне, тому його планували переправляти до стартового майданчика океаном. Також у цей порт міг би повертатися ASDS, та здійснюватися відновлювальні роботи над частинами ракети, що повернулися. У той час над ракетою працювали 40 робітників, у майбутньому їх кількість заплановано збільшити до 700. У квітні Маск поділився фото, що зображувало спеціальний шаблон — конструкцію, на якій мали виготовляти корпус корабля.
У серпні 2018 року транспортне командування Повітряних сил США висловило інтерес до нової розробки, яка була б здатна переносити величезний вантаж у будь-яку точку Землі максимум за годину.
17 вересня 2018 року відбулося представлення першого пасажира BFR. Ним виявився японський мільярдер Юсаку Маедзава. На цьому заході Маск зізнався, що знову змінив конструкцію другого ступеня, запланувавши замість «delta wing» розмістити на ньому три стабілізатори на нижній частині корабля та два менших згори — за схемою «качка». Три посадкові опори мали висуватися із нижніх стабілізаторів перед посадкою. Двигунів на другому ступені стало сім, всі вони атмосферної версії.

### Starship

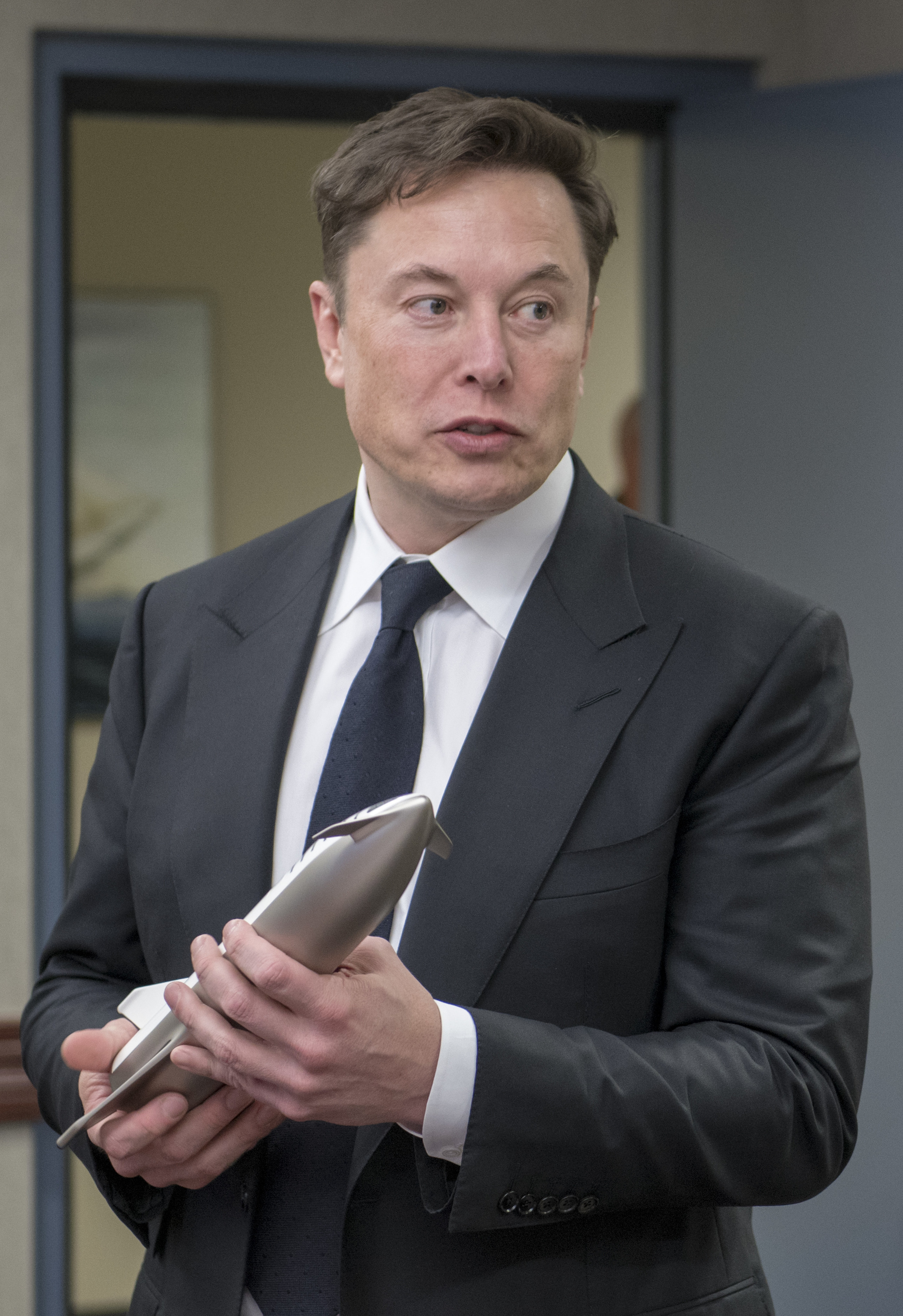
Ілон Маск розповідає про спроможності Starship командуванню повітряно-космічної оборони Північної Америки, 19 квітня 2019 року, Колорадо-Спрінгс

У листопаді 2018 року перший ступінь отримав назву «Super Heavy», а другий — «Starship». Таке ж ім'я має і вся ракета загалом. У грудні керівник SpaceX повідомив, що Starship виготовлятимуть не із запланованого раніше вуглепластику, а з «досить важкого, але дуже міцного металу», що без проблем витримуватиме входження в атмосферу Землі, а тим паче Марса. Це буде неіржавна сталь 301-ї серії з додаванням хрому та нікелю, що надає їй жароміцності (здатна витримувати 1177 °С (1450 K) без втрати властивостей, на відміну від 200 °С для вуглепластику) та деформівності навіть за −200 °С (зберігаючи при цьому достатню жорсткість). Також цій заміні сприяла складність виготовлення вуглепластику та його висока вартість: 200 $/кг проти 3 $/кг сталі. У багатьох випадках металеву конструкцію значно легше ремонтувати, застосовуючи зварювання. Маск припустив, що з навітряного боку корабля доведеться робити транспіраційне охолодження крізь спеціально створені у додатковому прошарку корпуса корабля отвори. У тому ж місяці на стартовому комплексі SpaceX, що знаходиться у Техасі, почалося виготовлення першого тестового апарата.
У березні 2019 року інструмент для виготовлення вуглепластикового корпусу, що містився у порту Лос-Анджелеса і був придбаний лише рік тому за кілька мільйонів доларів, розібрали. Але вже у травні майстерню з виготовлення прототипу «Starship»  помітили у містечку Коко (Флорида), що за 25 км по прямій від мису Канаверал. Запускати апарат планують із центру Кеннеді.
У звіті щодо космічного телескопа LUVOIR, що вийшов у серпні 2019 року, зазначена можливість використання «Starship» для запуску вищеназваного апарата. Його розробники із Центру Ґоддарда зверталися до SpaceX для узгодження допустимих розмірів корисного вантажу, який здатна перевозити ракета.
29 вересня 2019 року на техаському будівельному майданчику відбулася презентація першого повнорозмірного прототипу другого ступеня. Пояснюючи, чому основним матеріалом для ракети було обрано сталь, а не вуглепластик, Маск зазначив, що таким чином на матеріали для однієї ракети витрачатиметься не $400—500 млн, а лише $10 млн. У жовтні Гвен Шотвелл поділилася планами SpaceX, згідно з якими до 2022 року на Місяць планують посадити вантажний корабель, а до 2024-го — з екіпажем. Також компанія отримала від НАСА $3 млн на подальше вдосконалення технології космічної дозаправки одним кораблем «Starship» іншого.
У лютому 2020 року компанія отримала повторний дозвіл на оренду порту в Лос-Анджелесі. Там планується виготовляти складові частини Starship, так звані модулі, транспортувати їх до Техасу і вже там збирати докупи.
У травні 2020 року отримано ліцензію для ракети від FAA на суборбітальні запуски. А у червні на майданчику в Бока-Чика з'явився робот-пес від компанії Boston Dynamics. Вочевидь його назвали Зевсом, оскільки було помічено велику будку із таким написом. Користь від такого «собаки» у численних сенсорах (звуковому, температурному тощо) та камерах; його можна відправляти на випробувальний майданчик навіть у той час, коли доступ людям заборонений правилами техніки безпеки.
10 грудня 2020 року, згідно повідомлення BBC News Україна, прототип міжпланетного космічного корабля «Starship» вибухнув під час посадки в рамках випробувань у штаті Техас.
Наприкінці 2020 року компанія придбала дві глибоководні бурові вишки вартістю $3,5 млн кожна, маючи плани переобладнати їх у плавучі платформи для космічних кораблів (ASDS). Вони названі «Фобос» і «Деймос».
У серпні 2021 року Ілон Маск поділився коротким відео та фотографіями ракети і процесу транспортування двигунів «Super Heavy». SpaceX провела пробний запуск вакуумного двигуна Raptor у жовтні, а у листопаді Маск зазначив, що перший орбітальний політ прототипу космічного корабля «Starship» заплановано на початок 2022 року, після завершення перевірки FAA. 28 грудня у FAA заявили, що Управління не встигає виконати експертизу до 31 грудня 2021 року. Тому перший орбітальний політ Ship 20 перенесли на березень.
10 лютого 2022 року компанія SpaceX завершила будівництво повноцінного прототипу «Starship». Ракета готова до першого орбітального польоту. 11 лютого Ілон Маск провів презентацію «Starship».
16 квітня 2023 року у SpaceX заявили, що планують запустити ракету «Starship» 17 квітня 2023 року, о 7 ранку за місцевим часом у Техасі (США). Вона матиме 150-хвилинне вікно запуску. Однак за 40 с до старту запуск було скасовано через замерзання клапану тиску. Повторний запуск заплановано на четвер (20 квітня), тобто SpaceX вдруге спробує запустити свій гігантський корабель Starship у космос. 62-хвилинне вікно запуску відкривається о 09:28 за східним часом (13:28 за Гринвічем).
20 квітня 2023 року, о 16:33 (за київським часом), SpaceX все ж здійснила перший суборбітальний запуск багаторазової ракетної системи «Starship». Однак менш ніж за чотири хвилини після старту перший ступінь «Super Heavy» не зміг відділитись від другого, через що ракета на висоті 39 км над Землею почала обертатись і на висоті 29 км — вона була керовано підірвана.
23 квітня 2023 року Ілон Маск у своєму Twitter повідомив, що повторний запуск ракетної системи «Starship» відбудеться через 1—2 місяці після попередньої невдалої спроби. Однак 27 квітня 2023 року стало відомо, що Федеральне управління цивільної авіації США заборонило компанії SpaceX проводити нові запуски «Starship». Заборона була введена через випадок вибуху «Starship» під час запуску, який трапився 20 квітня. Розслідування комісії визначило, що уламки ракети впали поряд із будинками та місцями проживання тварин, які перебувають під загрозою зникнення. Зокрема, пил та залишки «Starship» посипалися на місто Порт-Ізабел (штат Техас). Розліт трапився приблизно за 10 км від пускового майданчика SpaceX. Постраждав від вибуху й пляж Бока Чіка, де гніздяться рідкісні птахи та морські черепахи. 1 травня 2023 року група екологів подала до суду на Федеральну авіаційну адміністрацію, оскарживши схвалення розширеного запуску ракет компанії SpaceX поруч із національним заповідником дикої природи в Південному Техасі. Позивачі вважають, що дозвіл видали без детального екологічного дослідження. Водночас у позові зазначено, що інцидент 20 квітня став останнім із серії щонайменше дев'яти вибухів, які за своїми наслідками схожі на подію зі «Starship».
31 жовтня 2023 року Федеральне авіаційне управління США (FAA) завершило перевірку безпеки ракети SpaceX «Starship» у Техасі (США). FAA та SpaceX співпрацювали протягом декількох місяців після того, як під час першого орбітального випробувального польоту останнього «Starship»  ракета вибухнула в повітрі після того, як їй не вдалося усунути розділення ступенів. Проте, згідно із законом, Служба охорони рибних ресурсів та диких тварин США (FWS) має ще 135 днів на перевірку впливу запуску «Starship» на природу. Це означає, що SpaceX може отримати дозвіл на другу спробу запуску ракети SpaceX Starship не раніше березня 2024 року.
11 листопада 2023 року SpaceX повідомила, що наступний випробувальний запуск ракетної системи «Starship» може відбутися вже 17 листопада 2023 року при отриманні «зеленого світла» від декількох регуляторних органів США, серед яких авіаційне управління цивільної авіації США (FAA).
18 листопада 2023 року згідно з повідомленням агентства Reuters, ракета «Starship» стартувала з космодрому Starbase в районі Бока Чика, штат Техас (США) та піднялася на висоту близько 90 км над поверхнею Землі, таким чином здійснивши запланований 90-хвилинний політ у космос. Однак перший ступінь «Super Heavy», попри те, що їй вдалося здійснити вирішальний маневр з відділення від основного ступеня, незабаром після відділення вибухнув над Мексиканською затокою. Тим часом основний розгінний блок «Starship» продовжив рух до космосу, але приблизно через 10 хвилин польоту, управління польотами SpaceX раптово втратило зв'язок з апаратом. Проте SpaceX вважає, що друга тестова місія «Starship» була успішною, оскільки останній телеметричний сигнал у ході запуску зафіксував висоту «Starship» на рівні 148 км, що значно перевищує межу космосу в 100 км. Своєю чергою, Федеральне авіаційне управління цивільної авіації США (FAA) визнало результат повторного запуску ракети «Starship» нещасним і контролюватиме розслідування його причин.
6 червня 2024 року, о 07:50 за місцевим часом (о 12:50 за Грінвичем), SpaceX вчетверте здійснив тестовий політ «Starship». Запуск «Starship»  та «Super Heavy» відбувся з космодрому Starbase в Південному Техасі (США). Зазначається, що «Starship», перш ніж повернутися на Землю, піднявся на висоту 212 км.
13 жовтня 2024 року, в ході п'ятого тестового польоту «Starship» Flight 5, який розпочався о 8:25 ранку за східним поясним часом (12:25 за Гринвічем) з об’єкта компанії Starbase, розташованого біля пляжу Бока-Чіка в Південному Техасі, надважкий носій ракети «Starship», вперше в історії космонавтики, успішно приземлився на стартовий майданчик. 
За повідомленням видання Space, після успішного випробувального польоту 13 жовтня, коли прискорювач «Super Heavy» був спійманий на стартовій вежі, SpaceX планує зробити те ж саме з верхнім ступенем «Starship». Генеральний директор SpaceX Ілон Маск повідомив, що вже на початку 2025 року компанія спробує зловити 50-метровий космічний корабель за допомогою тієї ж технології, що використовується для першого ступеня. Цей прорив дозволить SpaceX продовжувати створення повністю багаторазової ракети, яка зможе доставляти вантажі та людей на Місяць і Марс.
16 січня 2025 року, о 16:37 (за місцевим часом), ракета «Starship» була запущена зі стартового майданчика Starbase в Південному Техасі (США), однак через декілька хвилин свого сьомого випробувального польоту, вона вибухнула. За повідомленням інформагентства Bloomberg, верхня частина ракети з корисним навантаженням — була втрачена, проте SpaceX встиг здійснити складний маневр, повернувши перший ступінь ракети «Super Heavy» назад на Землю, який вдалося схопити в повітрі і зафіксувати на стартовій вежі.
6 березня 2025 року, близько 18:30 за східним часом (23:30 за Гринвічем), ракета «Starship» в черговий (восьмий раз) стартувала з ракетної бази SpaceX в Бока-Чіка (штат Техас). Надважкий перший ступінь ракети-носія повернувся на Землю, як і планувалося, і був успішно підхоплений в повітрі краном SpaceX. Проте «Starship» вибухнув у космосі на висоті близько 150 км приблизно через 10 хв. польоту, що стало черговою невдачею для ракетної програми Ілона Маска. Федеральне управління цивільної авіації США ненадовго зупиняло польоти в аеропортах Майамі, Форт-Лодердейла, Палм-Біч і Орландо через «уламки космічного корабля». Розпочалося розслідування інциденту.
27 травня 2025 року, о 19:36 за часом східного узбережжя США (02:36 мск 28 травня), ракета-носій «Starship» в дев'ятий раз стартувала з космодрому Starbase (штат Техас). Згідно повідомлення агентства AFP, приблизно через півгодини після запуску, контроль над другим ступенем ракети «Starship» було втрачено. Ракета неконтрольовано увійшла в атмосферу, після чого, ймовірно, спалахнула і зруйнувалася над Індійським океаном. За даними компанії SpaceX, причиною інциденту міг стати витік палива.
18 червня 2025 року, о 23:00 (за місцевим часом), ракета-носій «Starship» компанії SpaceX під назвою «Ship36» вибухнув під час планових випробувань на космодромі Starbase у штаті Техасі (США). За даними NASASpaceflight, вибух стався під час статичного вогневого тесту, приблизно через 30 хв. після початку завантаження палива.

## Загальний опис
Ракета має у висоту 118 м і складається із двох основних частин: першого ступеня — Super Heavy та другого ступеня — Starship. Останній об'єднаний із секцією для корисного вантажу і є космічним кораблем. Обидва ступені розроблені для повного багаторазового використання, щоб максимально здешевити вартість запуску. Пальним для їх двигунів слугуватиме так званий methalox, тобто зріджені гази метан (t = −180 °C) та кисень (t = −207 °C). Цей космічний транспортний засіб належать до апаратів із вертикальним приземленням. Під час повернення Super Heavy сідатиме на стартовий майданчик, а Starship — поблизу нього. Маніпулятори, встановлені на стартовій вежі, обхоплюватимуть їх і фіксуватимуть на посадковому місці.

## Перший ступінь
Super Heavy має 70 м у висоту та 9 м у діаметрі. Його очікувана злітна маса складе близько 3800 т, із яких 2800 — кисень, 800 т — метан і до 200 т — суха маса апарата. Корпус та паливні баки виготовлені із неіржавного сплаву; конструкційно Super Heavy буде схожий на перший ступінь Falcon 9. Секція для двигунів вміщатиме їх у собі 33 одиниці. При цьому кілька центральних установлять так, щоб під час польоту вони мали змогу нахилятися до 15 градусів у потрібному напрямку, керуючи вектором тяги. Чотири решітчасті керуючі поверхні по 3 т кожна, на відміну від литих титанових, що на Falcon 9, виготовлятимуть із неіржавного сплаву методом зварювання. Це здешевлює та спрощує процес виробництва. Саме за них планується зачіпляння першого ступеня під час його посадки і утримання його маніпуляторами стартової вежі. Завдяки цьому вдалося відмовитися від зайвої маси посадкових опор.
Детальніші відомості з цієї теми ви можете знайти в статті SpaceX Super Heavy.

## Другий ступінь (космічний корабель)

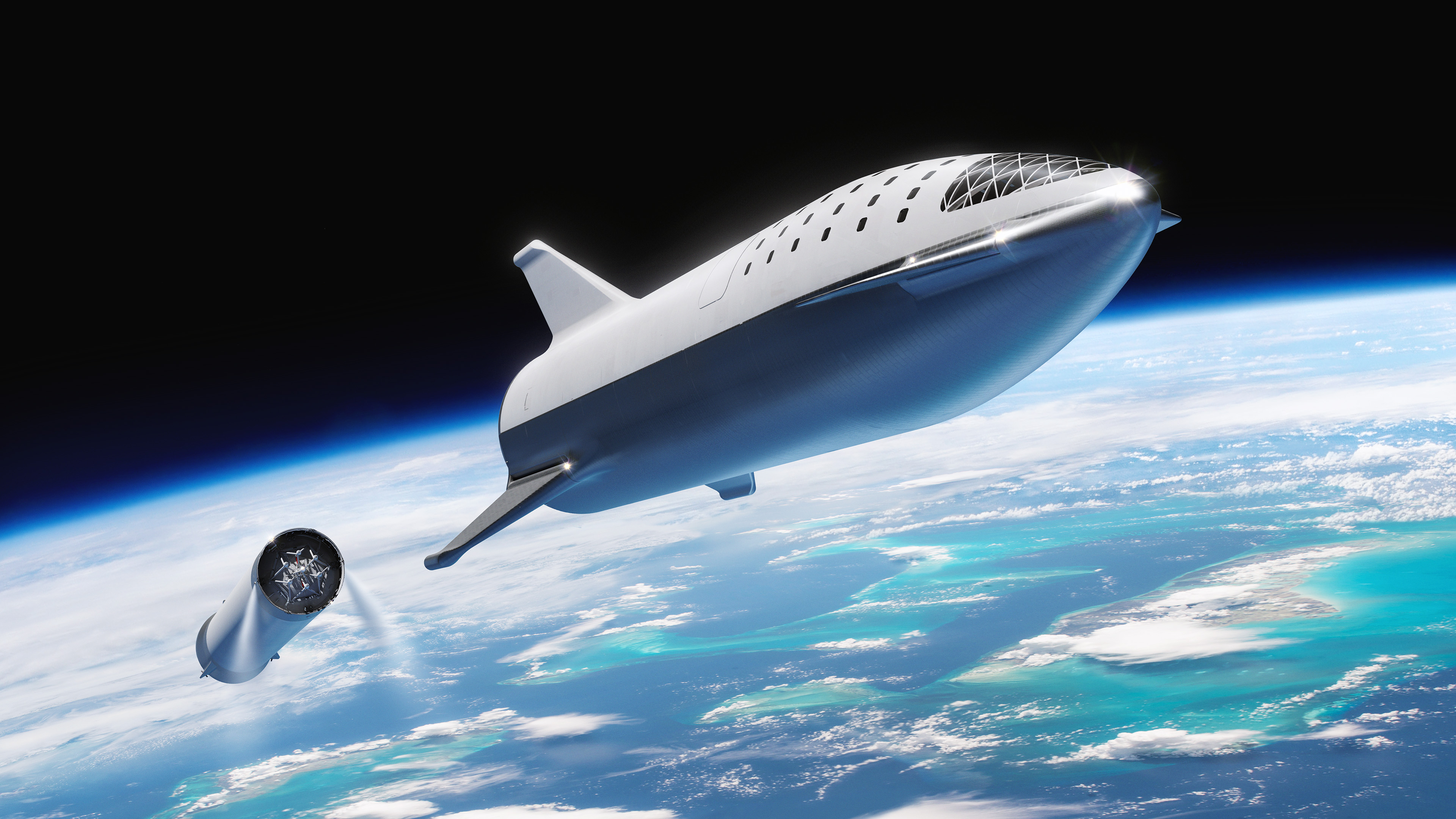
Розстикування ступенів

Висота корабля Starship — 50 м, діаметр — 9 м. Він має шість двигунів Raptor загальною тягою близько 12 МН: три рухомі — для роботи у атмосфері (аналогічні тим, що встановлені на першому ступені) і ще три — для вакуумного середовища (зі збільшеним питомим імпульсом). Зореліт оснастили двома керуючими поверхнями у кормовій частині та двома у носовій. Вони є рухомими задля вибору кута атаки під час руху у верхніх шарах атмосфери та повороту навколо осей обертання протягом подальшого спуску. Реактивною системою керування є рушії, що працюють із метаном і киснем. Вони здатні впливати на напрямок руху літального апарата в тому числі і у вакуумі. Акумулятори для електро обладнання розміщуються у носовій частині. Там же буде встановлений невеликий бак із киснем для живлення двигунів під час повернення із орбіти. Додатковий метановий бак розташований в основному кисневому. Їх поява обумовлена необхідністю уникнення кавітації та переривання роботи двигунів внаслідок перетікання залишків палива по всьому об'єму основних баків під час зниження та посадки.
Відомо, що Starship виготовлятимуть у кількох конфігураціях:
- Космічний корабель — великий транспортний засіб, здатний перевозити вантажі та пасажирів у межах Землі, на орбіту або на інші планети.
- Танкер — призначений, щоб доставляти на ННО пальне для дозаправки на орбіті іншого Starship. Отримавши metalox від кількох танкерів, космічний корабель зможе остаточно покинути орбіту Землі та відправитися на Місяць чи іншу планету[108].
- Апарат для запуску супутників, у якому герметичні секції на носі космічного корабля замінять на один відсік. Він матиме величезну відкидну панель, через яку супутники переміщуватимуться назовні, або навпаки, захоплюватимуться маніпулятором і поміщуватимуться всередину відсіку для повернення на Землю[109][110].
- Космічний зонд — для максимального зменшення маси на нього не встановлюватимуть вантажні секції та обладнання для безпечної посадки. Тягу створюватимуть лише три двигуни. Зв'язок із Землею забезпечуватимуть кілька апаратів Starlink, розміщених у секціях біля двигунів[111].

### Особливості корабля
- Кожен Starship буде спроможний літати тричі на добу[112].
- Зорельоти матимуть можливість автоматизованого зближення та стикування у космосі.
- У пасажирському кораблі буде 40 кают, у кожну з яких можна втиснути 5—6 осіб, але більш комфортною виглядає величина у 2—3 людини. Тобто, на Марс можна перевезти 100 людей за раз[21][113]. Загалом корабель матиме 1000 м3 герметичного об'єму (майже на 70 м3 більше, ніж на МКС) плюс 88 м3 негерметичного (біля двигунів); окрім кают там будуть великі загальні зали, центральне сховище, камбуз і притулок, де можна перечекати сонячний шторм під час перельоту до Марса.
- Спуск відбуватиметься не лише двигунами уперед, як у першого ступеня, а й із нахилом на «живіт» корабля. Під час входження в атмосферу передня поверхня корабля значно розігріватиметься[114]. Тому в тих місцях буде викладена шестикутна плитка із кераміки (раніше планувалася сталева)[115]. Кілька таких було протестовано під час випробування Starhopper та на кораблі Dragon протягом місії SpaceX CRS-18[116]. На інших поверхнях, де температура не підніматиметься вище 1177 °С (1450 К), неіржавна сталь 301-ї серії, із якої буде зроблений корпус корабля та паливні баки, не потребуватиме додаткового захисту[103][117].
- Завдяки надійній роботі двигунів рівень безпеки під час посадки корабля буде рівнозначним приземленню на звичайному літаку.

### Випробування
Користуючись тим, що Starship виготовляється із відносно дешевого неіржавного сплаву (на відміну від інших ракет та космічних кораблів, на виготовлення яких витрачаються значні кошти), SpaceX послуговується алгоритмом: «швидке будівництво — випробування — невдача — виправлення помилок — будівництво наступного прототипа». Загалом тестування прототипів корабля можна умовно розділити на три групи, залежно від запланованої висоти їх підйому.

#### Зоряний стрибунець

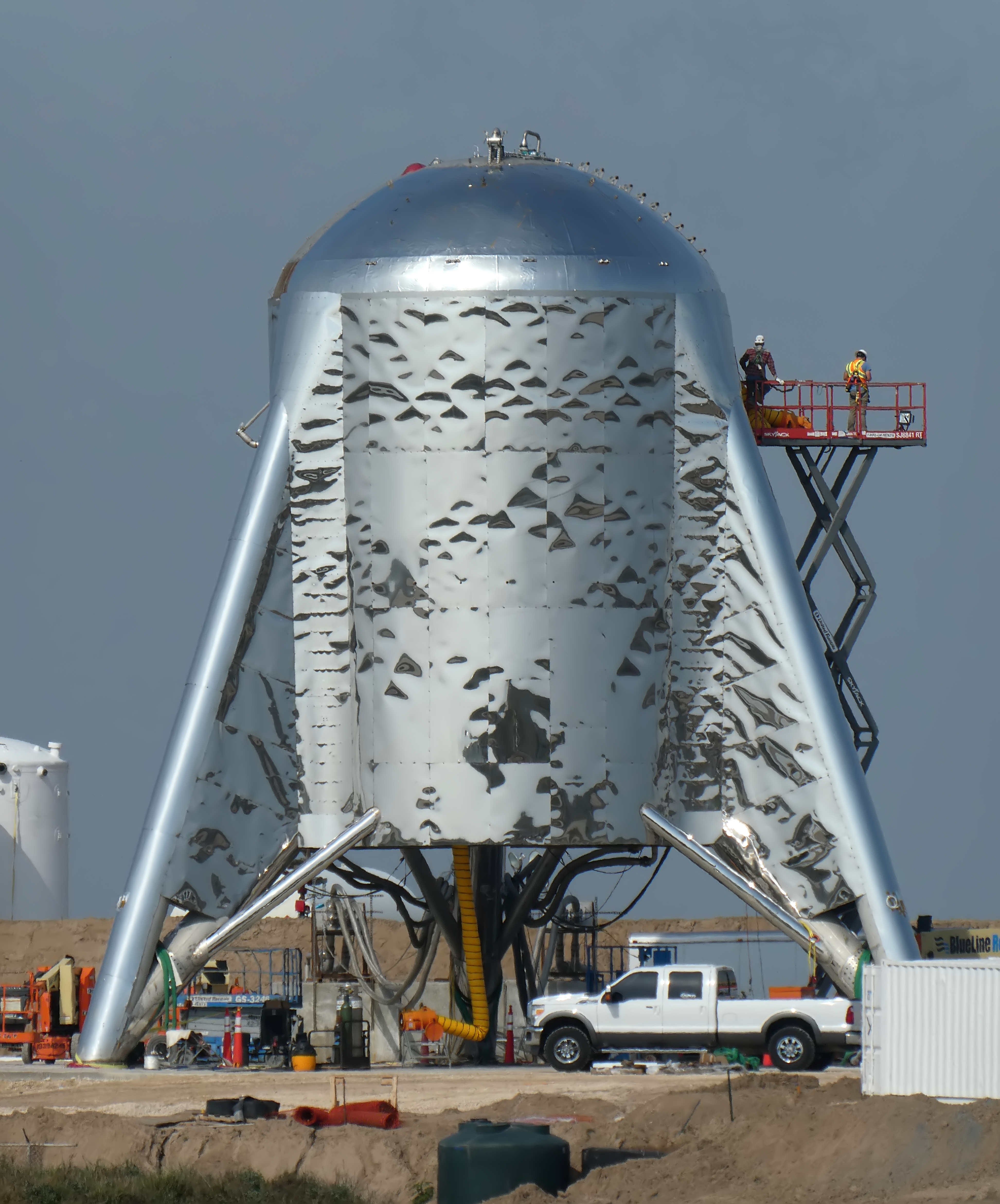
Starhopper

12 березня 2018 року Маск розповів, що команда SpaceX планує перевіряти перший прототип свого космічного корабля короткими польотами із поступовим збільшенням амплітуди підйому (на кшталт випробувань Grasshopper). Це відбуватиметься на стартовому комплексі SpaceX у Техасі. Там компанія отримала дозвіл на підйом до 5 км. У кінці грудня 2018 року почалося будівництво першої тестової версії Starship — Starhopper (укр. «Зоряний стрибунець», «Зореконик»). Його запуски мали допомогти підтвердити герметичність системи подавання пального, перевірити роботу двигуна Raptor, методику створення в баку з пальним автогенного тиску, що дасть змогу відмовитися від встановлення ємності з гелієм, а також узгодити алгоритми дій під час підйому та приземлення.
Планувалося, що Starhopper складатиметься з трьох частин (фото):
- основа — має три нерухомі посадкові опори-стабілізатори. Це такий собі паливний бак зі стінками товщиною 12,5 мм[123], розділений на ємності для метану та кисню, з одним двигуном;
- циліндрична середина та конусоподібна верхівка (пізніше об'єднані в один блок) — сформовані із листів тонкого блискучого металу.

Але після того як 23 січня 2019 року внаслідок сильного вітру у 80 км/год сталося перекидання з'єднаних верхівки і середньої частини, заново їх уже не складали. Було вирішено, що для перших коротких стрибків буде досить і самої основи, тому 8 березня її транспортували до стартового майданчика. Після трьох запусків із максимальним підйомом до 1 м, 26 липня здійснено стрибок на 20 м. Маск виклав відео з камери біля двигуна.
27 серпня відбувся другий підйом цього апарата, але вже на 150 м, під час якого він перелетів на сусідній посадковий майданчик, пробувши у повітрі 57 с. Там він здійснив м'яке вертикальне приземлення. Надалі Starhopper застосовуватимуть, як стенд для випробування двигунів.

#### Підготовка до суборбітальних запусків
Вони розраховані на дослідження режимів польоту на суборбітальних висотах та «значних швидкостях», а також для попередньої перевірки системи термічного захисту.
Перший корабель (Mk1) почали будувати в березні 2019 року у селищі Бока-Чика (Техас), а другий (Mk2) — у травні в містечку Коко (Флорида). Команди будівельників ділилися отриманими результатами та техніками виробництва. Літальні апарати зварювалися з великої кількості сталевих листів. Кораблі мали розміри оригіналу. Mk1 важив 200 т. Орієнтування в просторі під час входження в атмосферу і приземлення, а також стабілізація руху Starship, мали здійснюватися через чотири рухомі керуючі поверхні (по дві згори та знизу). Їх би живили чотири акумулятори від автомобіля Tesla по 100 МВт·год кожен. Крутний момент у Mk1 планували передавати за допомогою гідроакумулятора, а надалі — перейти на електромеханічний спосіб. У вакуумі зміна напрямку руху мала відбуватися завдяки рушіям РСК, що працювали б на стисненому азоті.
Випробування Mk1 мало проходити наприкінці 2019 року з підйомом на 20 км за допомогою трьох двигунів. Однак 20 листопада під час попередніх випробувань із заливкою у паливні баки кріогенної рідини (рідкого азоту) відбулося руйнування корабля, а саме порив зварного шва у місці кріплення купольної верхівки кисневого бака до циліндричної його стінки. Купол відірвало і відкинуло вбік. SpaceX заявила, що це не стало для них несподіванкою, бо вони й мали на меті створити в системі максимальний тиск. А Маск зазначив, що цей прототип не підходив для польотних випробувань, і техаська команда не ремонтуватиме його, а візьметься за будівництво Mk3, який згідно з попереднім планом мав здійснити суборбітальний політ на шести двигунах. Позаяк Mk2 виготовлявся за схожим із Mk1 принципом, виробництво його полишили, а багатьох робітників перевели до Техасу. На початку грудня пошкоджений корабель розібрали, залишивши лише носову частину.
У грудні 2019 року, на запитання про Mk3 Маск повідомив, що корабель тепер називатиметься SN1 (серійний номер 1), і що таких номерів буде принаймні 20. Зміну кожного з них супроводжуватимуть певні вдосконалення конструкції. SN1 збирали не з окремих металевих листів, як Mk1 і Mk2, а із циліндрів висотою ~1,8 м і товщиною стінки 4 мм, що мали лише по одному зварному шву. Це спростило виробництво та зменшило масу виробу з 200 до 120 т. За новою технологією також виготовляли куполи паливних баків.

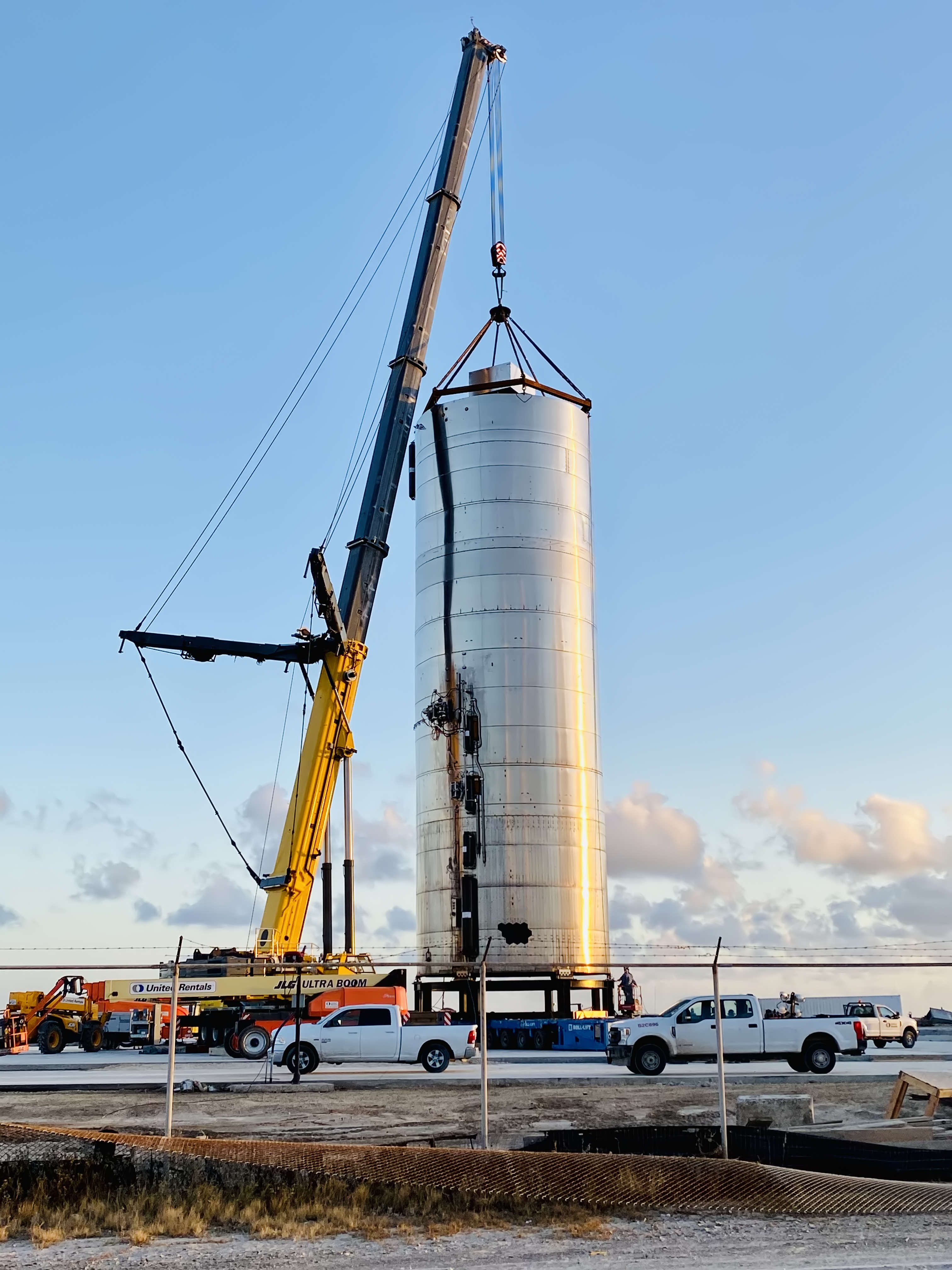
SN5 встановлюють на стенд для тестування

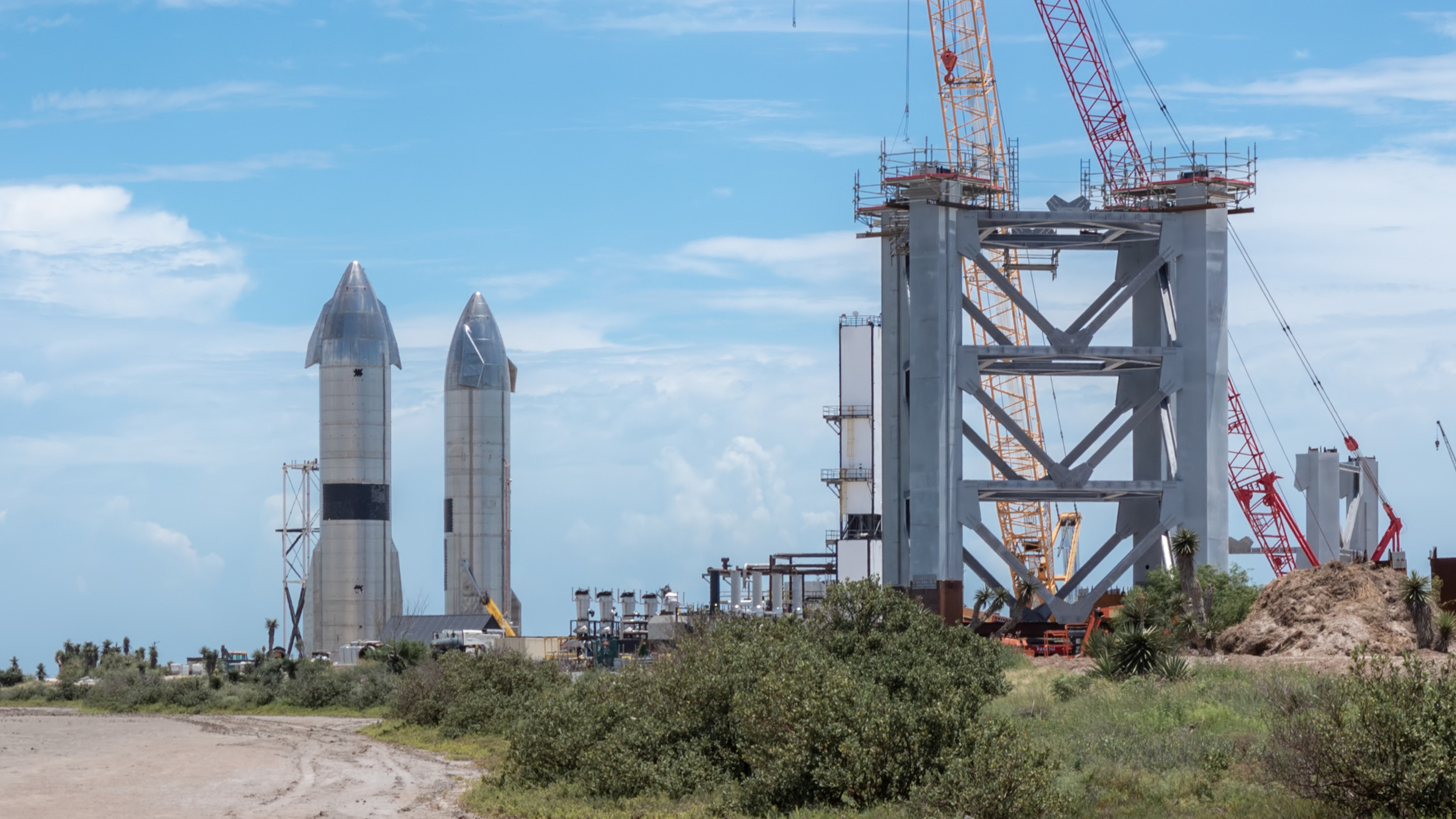
Прототипи на стендах

10 січня 2020 року, використовуючи спеціально створений максимально зменшений по висоті варіант паливного бака, перевіряли, який найбільший тиск він може витримати. Виявилося, що це 7,1 бар (7,1·105 Па), а для космічного польоту достатньо 6 бар. Вказаний тиск у бакові необхідний для нормальної роботи турбонасосів двигунів та деякої протидії зминанню стінок баку через його значну висоту, коли він буде повнорозмірним.
28 січня 2020 року випробування повторили з другим мінібаком, виготовленим за покращеною технологією збирання та зварювання. Цього разу максимальний тиск склав 8,5 бар, що на 41 % більше за необхідний.
29 лютого 2020 року, здійснюючи чергову перевірку тиском, команда SpaceX втратила SN1 (без носового конуса та двигунів). Його розірвало на шматки.

#### Прототипи для космічних польотів
Mk4 почали складати у селищі Коко (Флорида) у жовтні 2019, але після інциденту із Mk1 роботи на тому майданчику призупинили.
Хоча підйом на орбітальну висоту планувався на 2020 рік, через невдачі під час випробувань він відбудеться не раніше травня 2022 року. Кораблем під час першого космічного запуску буде Ship 20, а першим ступенем — Booster 4.
14 березня 2024 року зі стартового майданчика компанії Starbase поблизу села Бока-Чіка на узбережжі Мексиканської затоки в Техасі (США) з третьої спроби було здійснено запуск космічного корабля Starship, який призначений для відправки астронавтів на Місяць і далі. Під час тестового польоту розгінний блок Starship піднявся на пікову висоту 234 км. Однак, Starship, який пролетів найбільшу відстань, ніж будь-коли раніше, був втрачений над Індійським океаном під час свого повернення на Землю. SpaceX підтвердила, що космічний корабель був втрачений — імовірно, згорів, розпався на частини під час входу в атмосферу або впав у море.

## Список прототипів

### Перший ступінь
Super Heavy — це перший ступінь надважкої ракети-носія SpaceX Starship, яка складається з двох ступенів (верхній ступінь — Starship). Станом на 2024 рік прототипи Super Heavy проходять льотні випробування. Super Heavy вперше здійснив політ 20 квітня 2023 року під час першої спроби орбітального запуску ракети Starship.
Детальніші відомості з цієї теми ви можете знайти в статті SpaceX Super Heavy.

### Другий ступінь

#### Початкові прототипи

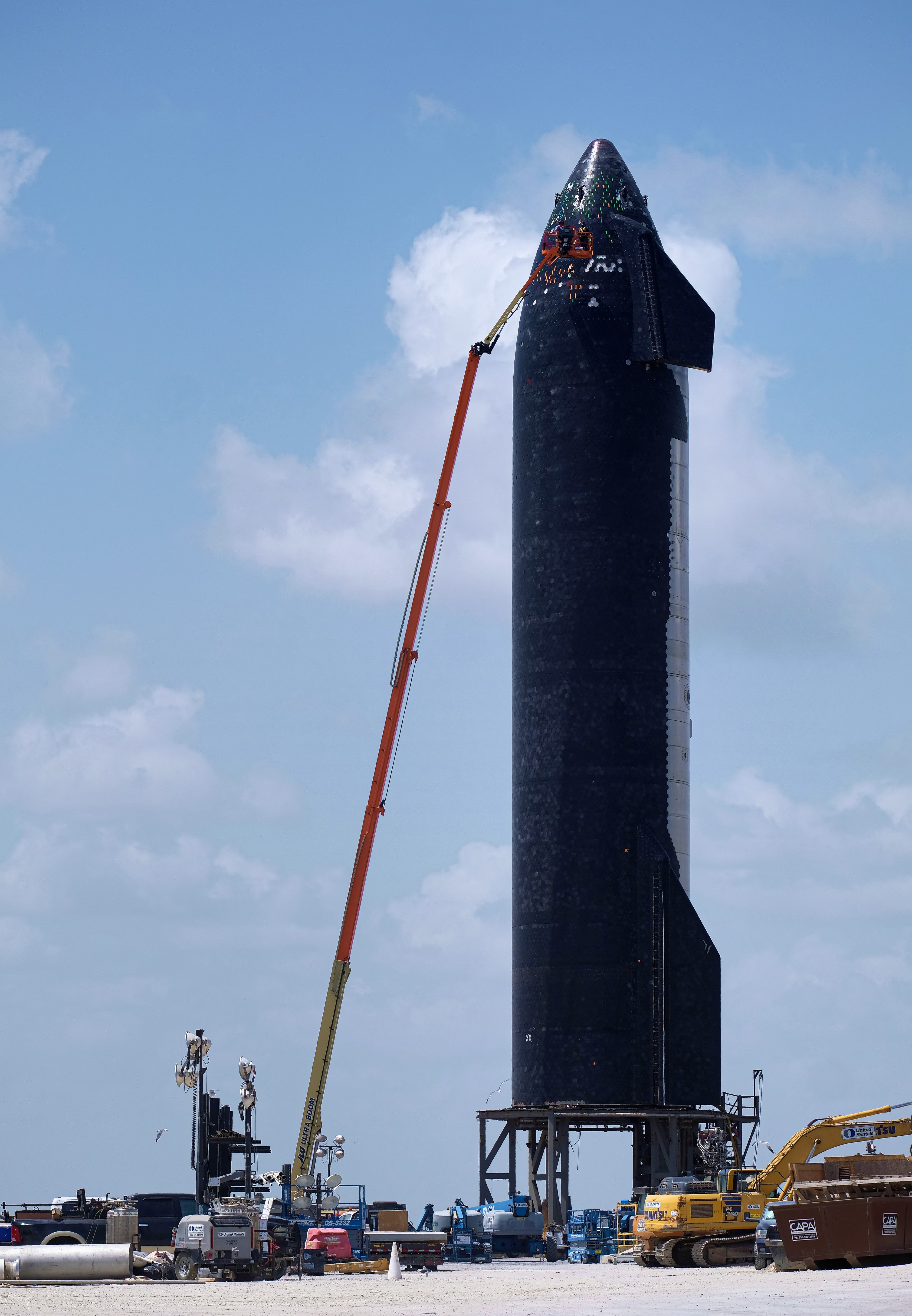
Перевірка термозахисних плиток на Ship 20 після статичного випробування

| Назва                                            | Початок виготовлення — зняття з експлуатації | Кількість польотів | Висота         | Тривалість  | Статус                 |
| Місце виготовлення — Коко (Флорида)              | |                    |                |             |                        |
| Mk1                                              | Грудень 2018 — листопад 2019 | 0                  | —              | —           | Зруйнований            |
| Mk1                                              | Невдача під час випробування тиском. Носову частину залишили, все інше розібрали на переробку |                    |                |             |                        |
| Mk2                                              | Травень — листопад 2019 | 0                  | —              | —           | Відправлено на брухт   |
| Mk2                                              | Не завершений через застарілу методику виробництва |                    |                |             |                        |
| Mk4                                              | Жовтень — листопад 2019 | 0                  | —              | —           | Відправлено на брухт   |
| Mk4                                              | Було зібрано лише деякі компоненти |                    |                |             |                        |
| Місце виготовлення — космодром SpaceX, Бока-Чика | |                    |                |             |                        |
| Star-hopper                                      | Грудень 2018 — квітень 2019 | 3                  | 1 м 20 м 150 м | — 22 с 57 с | Уцілів                 |
| Star-hopper                                      | Максимальна висота підйому — 150 м. Залишився на стартовому майданчику, як випробувальний стенд для двигунів |                    |                |             |                        |
| SN1                                              | Жовтень 2019 — березень 2020 | 0                  | —              | —           | Зруйнований            |
| SN1                                              | Невдача під час випробування тиском. Носову частину залишили, все інше розібрали на переробку |                    |                |             |                        |
| SN2                                              | Лютий — березень 2020 | 0                  | —              | —           | Уцілів, на стенді      |
| SN2                                              | Складався лише з мінібака, на якому випробовували якість зварювання та шайбу для кріплення двигунів |                    |                |             |                        |
| SN3                                              | Березень — квітень 2020 | 0                  | —              | —           | Зруйнований            |
| SN3                                              | Цей прототип оснастили оновленими посадковими опорами. Верхній бак наповнювали рідким азотом після заливки нижнього, але через недостатній тиск у останньому його стінки під вагою налитої рідини погнулися, і корабель зруйнувався. Це була аварія, а не запланована операція. Позитивним моментом є те, що спричинили її недоліки у технологічному процесі тестування, а не конструкція корабля. Відео руйнування |                    |                |             |                        |
| SN4                                              | Березень — травень 2020 | 0                  | —              | —           | Зруйнований            |
| SN4                                              | Успішно витримав тестування рідким азотом і створений тиск у 4,9, а потім і 7,5 бар. Став першим повнорозмірним прототипом (без носового конуса), що пройшов статичне вогневе випробування (СВВ) (заправка та короткочасне (~3 с) увімкнення двигуна). Під час п'ятого подібного тестування також перевіряли здатність конектора, що приєднаний до паливного шланга та комунікаційних дротів, швидко від'єднуватися від порту корабля перед зльотом. Після вимкнення двигуна почався злив палива у наземний резервуар, але заново конектор під'єднався не повність, паливо розбризкалося, і стався вибух |                    |                |             |                        |
| SN5                                              | Квітень 2020 — січень 2021 | 1                  | 150 м          | 40 с        | Відправлено на брухт   |
| SN5                                              | 30 липня вдало завершив СВВ. А 5 серпня апарат піднявся із одним двигуном (№ 26), опустившись на розташований поруч посадковий майданчик (відео) |                    |                |             |                        |
| SN6                                              | Травень 2020 — січень 2021 | 1                  | 150 м          | 39 с        | Відправлено на брухт   |
| SN6                                              | 3 вересня здійснено підйом із Raptor № 29 |                    |                |             |                        |
| SN7                                              | Травень — червень 2020 | 0                  | —              | —           | Зруйнований            |
| SN7                                              | Є черговим мінібаком, виготовленим із більш пластичного (особливо при низькій температурі) сплаву 304L та за новою методикою зварювання. Під час кріо випробування тиском на 7,6 барах утворився розрив, який, однак, завдяки великій пластичності нового сплаву обмежився незначною площею. Бак легко відремонтували і провели друге тестування. Цього разу апарат зазнав значного руйнування |                    |                |             |                        |
| SN7.1                                            | Липень — вересень 2020 | 0                  | —              | —           | Зруйнований            |
| SN7.1                                            | Був мінібаком із сталі 304L для вибухового тестування. Тиск у нижній частині — до 9 бар |                    |                |             |                        |
| SN7.2                                            | Грудень 2020 |                    |                |             | Уцілів, на стенді      |
| SN7.2                                            | Мінібак для руйнівного тестування зі зменшеною з 4 до 3 мм товщиною стінок |                    |                |             |                        |
| SN8                                              | Липень — грудень 2020 | 1                  | 12,5 км        | 6 хв 42 с   | Зруйнований            |
| SN8                                              | Виготовлений зі сталі 304L. 13 листопада під час статичного випробування двигунів із подачею палива із мінірезервуарів для приземлення сталося значне підвищення тиску. Через відмову пневматичної системи, яка відбулася внаслідок потрапляння в певний її елемент шматочка покриття злітного майданчика, відкинутого реактивним струменем, регулювальні клапани тиску не відкрилися. Але руйнації корабля вдалося запобігти завдяки спрацюванню запобіжного вибухового клапана. Мінімум один двигун частково поплавився (відео). 9 грудня (UTC) відбувся його підйом на 12,5 км із трьома двигунами № 30, 36 і 42, під час якого перші два по черзі перестали працювати. Корабель почав зниження, використовуючи чотири керуючі поверхні, щоб падати майже параленьно землі. Перемикання подачі палива таким чином, щоб воно здійснювалося із мінірезервуарів, пройшло вдало, але тиск у метановому виявився занизьким. Двигуни повторно увімкнулися, але через велику швидкість SN8 вибухнув під час посадки на майданчик (відео всього польоту від 1:48:20, приземлення) |                    |                |             |                        |
| SN9                                              | Серпень 2020 — лютий 2021 | 1                  | 10 км          | 6 хв 26 с   | Зруйнований            |
| SN9                                              | Мав три двигуни, включно з № 45 і № 49. Витримав шість статичних вогневих випробувань. 2 лютого 2021 року здійснив вдалий підйом на заплановану висоту, виконав маневр розвороту в горизонтальне положення із використанням керуючих поверхонь та спуск, який закінчився ударом об посадковий майданчик та вибухом. Перед приземленням увімкнувся лише один із двох запланованих двигунів (відео) |                    |                |             |                        |
| SN10                                             | Вересень 2020 — березень 2021 | 1                  | 10 км          | 6 хв 24 с   | Зруйнований            |
| SN10                                             | 3 березня (UTC) 2021 року відбувся підйом на трьох двигунах, які заплановано вимикалися один за одним, а останній нахилив апарат у потрібний бік. Далі — кероване падіння, з подальшим увімкненням усіх Raptor (як запобіжний захід на випадок не спрацювання одного з двох запланованих), вертикальне вирівнювання, розгортання посадкових опор та перше успішне приземлення прототипу з носовим конусом із використанням одного двигуна, адже другий обраний вимкнувся. За вісім хвилин корабель вибухнув через витік пального (відео посадки та вибуху) |                    |                |             |                        |
| SN11                                             | Вересень 2020 — березень 2021 | 1                  | 10 км          | 5 хв 49 с   | Зруйнований            |
| SN11                                             | Серед встановлених двигунів був № 46. Успішно виконано всі операції аж до посадкового увімкнення двигунів. Незначний витік палива і горіння його у Raptor призвів до пошкодження деяких датчиків, наслідком чого став вибух корабля у повітрі |                    |                |             |                        |
| SN12                                             | Вересень 2020 — лютий 2021 | —                  | —              | —           | Відправлено на брухт   |
| SN13                                             | Жовтень 2020 — лютий 2021 | —                  | —              | —           | Відправлено на брухт   |
| SN14                                             | Жовтень 2020 — лютий 2021 | —                  | —              | —           | Відправлено на брухт   |
| SN15                                             | Листопад 2020 — березень 2021 | 1                  | 10 км          | 5 хв 59 с   | Уцілів, на стенді      |
| SN15                                             | У порівнянні з попередніми версіями, цей прототип отримав значну кількість удосконалень: нову авіоніку, систему подачі палива, покращений дизайн двигунів. 5 травня 2021 р. відбувся його перший вдалий політ. Після виконання всіх маневрів здійснено приземлення на двох двигунах. Незначний вогонь подолали системою пожежогасіння на посадковому майданчику. Польотів більше не планують |                    |                |             |                        |
| SN16                                             | Грудень 2020 |                    |                |             | На виставковому стенді |
| SN17                                             | Грудень 2020 |                    |                |             | Відправлено на брухт   |
| SN18                                             | Січень 2021 |                    |                |             | Облишений              |
| SN19                                             | Лютий 2021 |                    |                |             | Облишений              |

#### Орбітальні апарати
| Назва         | Початок виготовлення — зняття з експлуатації                                            | Кількість польотів | Висота | Тривалість | Статус                |
| SN20/ Ship 20 | Березень 2021                                                                           |                    |        |            | Відставлений на стенд |
| SN20/ Ship 20 | Навітряний бік повністю обкладений термозахисними плитками. Планувався до запуску із B4 |                    |        |            |                       |
| Ship 21       | Липень 2021                                                                             |                    |        |            | Відправлено на брухт  |
| Ship 22       | Вересень 2021                                                                           |                    |        |            | Будівництво зупинено  |
| Ship 23       | Жовтень 2021                                                                            |                    |        |            | Будівництво зупинено  |
| Ship 24       | Листопад 2021                                                                           | 1                  | 39 км  | 3 хв 55 с  | Зруйнований           |
| Ship 24       | Після невдалого росзстикування був підірваний разом з B7                                |                    |        |            |                       |
| Ship 25       | Листопад 2023                                                                           |                    |        |            | Зруйнований           |
| Ship 25       | Інформація очікується                                                                   |                    |        |            |                       |

## Двигуни

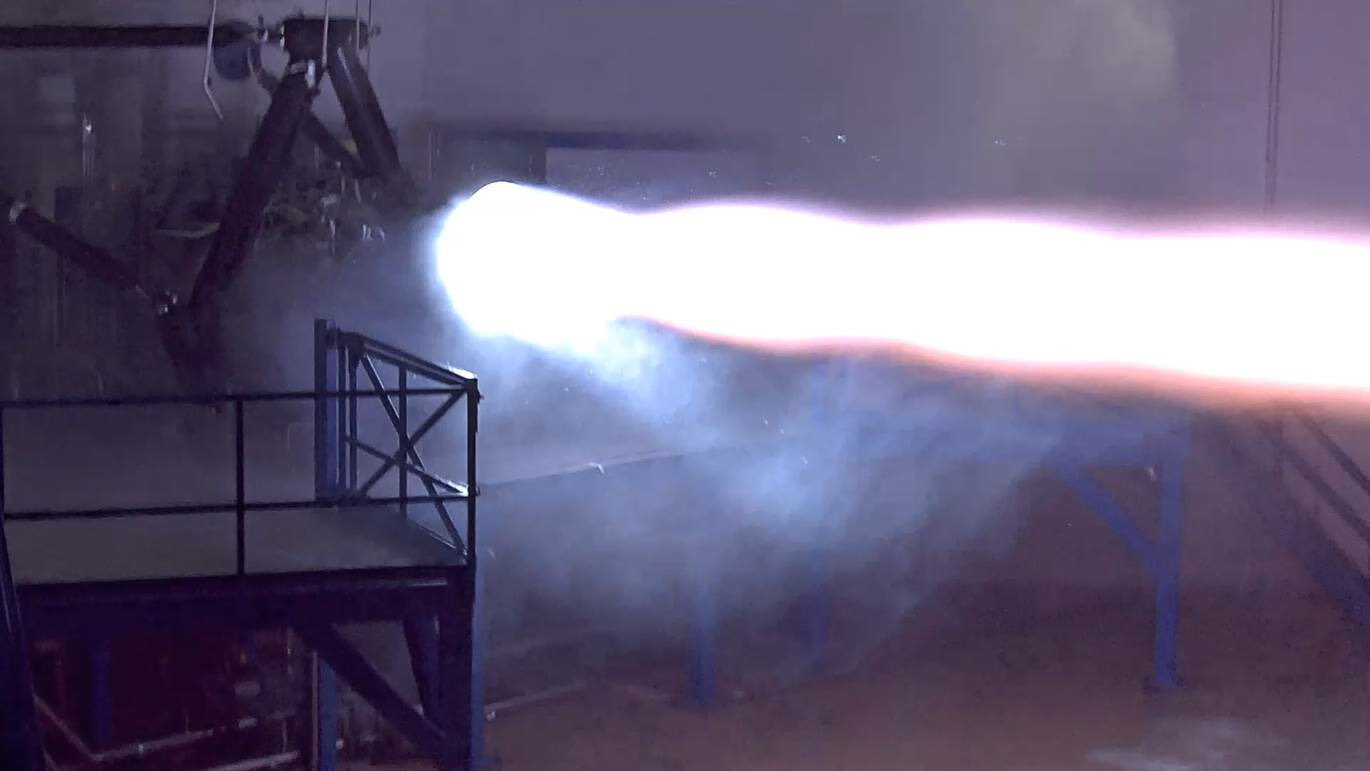
Випробування Raptor 25 вересня 2016 року

На обох ступенях ракети встановлюватимуть рідинні ракетні двигуни Raptor, що працюють на зріджених та доведених до наднизьких температур метані та кисню. За словами Маска у грудні 2018 року, завдяки застосуванню новітнього суперстійкого до високих температур та корозії сплаву SX500, який SpaceX виробляє власними силами, застосовуючи кріообробку, двигун витримуватиме понад 30 МПа тиску в камері згоряння та видаватиме більше 200 тонн-сили, або 1961 кН тяги. Тяга тих двигунів на Super Heavy, що будуть нерухомими і не дроселюватимуться, можливо, сягне 300 тс. Максимальна очікувана тягооснащеність Raptor із соплом для роботи у атмосфері складає більше 170 (у разі досягнення ним тяги >260 тонн-сили при його вазі у 1,5 тонни), а із соплом для роботи у вакуумі (Raptor Vac) (через збільшений ступінь його розширення) — менше 120. Найбільший питомий імпульс очікується для Raptor Vac — 380 с.

Схема роботи двигуна Raptor

Двигун працюватиме за найбільш ефективною, але найскладнішою схемою — замкнутою, із повною газифікацією компонентів пального. Наразі ще жодному виробнику не вдалося запустити в експлуатацію такий двигун. Його робота відбувається наступним чином.
Надохолоджені гази кисень О2 та метан CH4 закачують турбонасосами з паливних баків у окремі газогенератори. Метан попередньо проходить каналами в соплі, здійснюючи його регенеративне охолодження. Деяка кількість О2 також подається в метановий газогенератор, а деяка кількість СН4 — відповідно, у кисневий. Там вони реагують між собою і нагріваються. Із газогенераторів витікають суміші газів, одна з яких збагачена метаном, а інша — киснем. Вони спрямовуються до камери згоряння, протікаючи на своєму шляху через турбіни турбонасосів і розкручуючи їх. Таким чином цикл повторюється.
Особливості пального:
- метан був обраний через можливість виробляти його на Марсі in situ;
- застосування зрідженого метану (а не гасу) призводить (за рахунок його нижчої температури та подальшого випаровування) до утворення у баці з пальним так званого «автогенного тиску». Це корисно, тому що усувається потреба в дорогих і складних системах нагнітання додаткового газу (гелію) в бак для нормального режиму роботи турбонасосу.

### Випробування

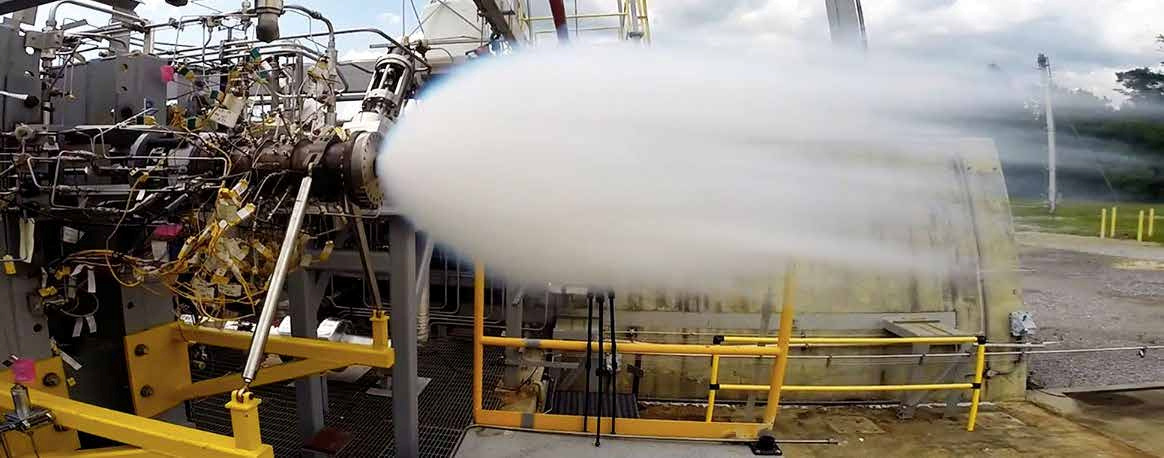
Перевірка кисневого газогенератора

Перші розмови SpaceX про двигун Raptor почалися у 2009 році. Початкова концепція передбачала його встановлення лише на другий ступінь ракети, однак у 2014 році заговорили про застосування Raptor і на першому ступені. У 2013 році SpaceX доукомплектувала додатковим обладнанням свій випробувальний стенд у космічному центрі Стеніса та у 2014—2015 роках почала перевірку компонентів двигуна. У 2013 році обіцяна тяга одного двигуна становила 2900 кН, у 2014-му вона зросла до 4400 кН. У 2015 році Маск суттєво зменшив цей показник (до 2300 кН), обіцяючи компенсувати це збільшеною кількістю двигунів.
2016 рік знаменувався отриманням від повітряних сил США $33,6 млн на розробку Raptor. Також на випробувальному стенді у Мак-Ґреґорі (Техас) протестовано прототип Raptor (атмосферну версію) потужністю 1000 кН.
У 2017 році загальна тривалість тестових запусків становила більше 1200 секунд. Найдовша перевірка одного двигуна тривала 100 секунд, і ця тривалість була обмежена величиною паливного бака (для посадки на Марс двигунам необхідно відпрацювати 40 с). Інженери компанії також випробували величезний вуглецевий композитний бак, здатний перевозити 1200 тонн рідкого кисню.
Після зміни матеріалу, із якого виготовляються деталі двигуна, у 2019 році випробування почалися наново. У лютому під час тестування Raptor № 1 із використанням «теплого палива» досягнуто тиску у камері згоряння у 257 бар (25,7 МПа) та тяги у 1589 кН. У наступному тесті тиск склав 268,9 бар, а при подальшому його збільшенні двигун прогнозовано вибухнув. Така ж доля спіткала два наступні Raptor, які вже встановлювали на Starhopper. Двигуни спеціально доводили до вибуху, щоб потім дослідити отримані деталі та весь процес. № 4 встановлювали, щоб перевірити систему керування вектором тяги. № 5 вибухнув незаплановано. Підйом Starhopper на висоту 20, а потім 150 метрів здійснювали за допомогою № 6. Восени 2019 року компанія витрачала на виготовлення одного двигуна 8—10 днів, однак у 2020 році планує пришвидшити виробництво до одного Raptor на день.
На початку 2020 року офіційно повідомлено про введення в експлуатацію вертикального випробувального стенда в Мак-Ґреґорі. На відміну від горизонтальних стендів, тестування на ньому двигунів буде «більш репрезентативним для польотних умов». На лютий місяць було перевірено роботу вісімнадцяти Raptor. У травні вибухом знищено Starship SN4 разом із двигуном № 20. Raptor Vacuum заплановано тестувати не раніше червня 2020 року. У серпні № 27 вдало підняв SN5 на 150 м, пропрацювавши 40 секунд, а № 39 на випробувальному стенді витримав у камері згоряння тиск у 300 бар, при якому продукована тяга може сягати 225 тонн-сили.

## Застосування
Ракета може знайти застосування у таких сферах:
- доставка на ННО та ГПО корисних вантажів величезних розмірів;
- перельоти у межах цис-місячного простору, що дасть змогу побудувати базу на Місяці;
- довготривалі польоти вантажних та пасажирських Starship на Марс з метою його колонізації[200];
- транспортування у межах Землі. За словами Маска, політ, наприклад, із Нью-Йорка до Шанхаю, триватиме близько 40 хвилин, а вартість квитка буде меншою за вартість польоту на комерційному авіалайнері[201][202].

### Туристичний політ навколо Місяця

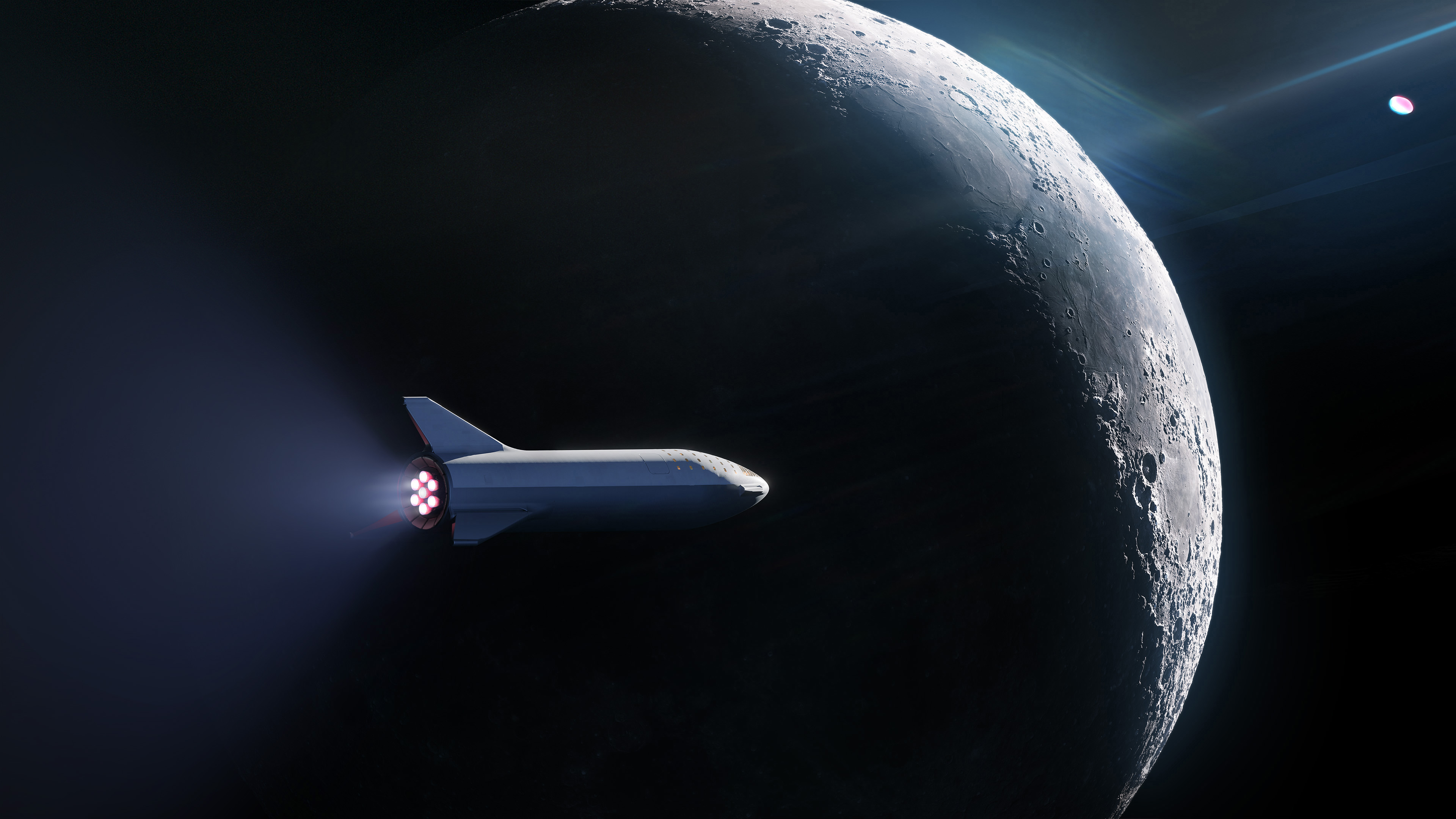
Художнє зображення Starship

У вересні 2018 року SpaceX повідомила, що підписала контракт зі своїм першим клієнтом для туристичної місії DearMoon, яка планується не раніше 2023 року. Ним став японський мільярдер Юсаку Маедзава. Він зробив «значний» грошовий внесок у розробку ракети і планує запросити із собою до 8 митців, які мають надихнутися польотом і створити потім мистецькі шедеври.

### Плани щодо Марса
Маск сподівався бути готовим до першого польоту на Марс до моменту відкриття зручного стартового вікна 2022 року, але процес розробки ракети затягнувся, і плани змістилися на 2024 рік. Спочатку буде здійснено дві вантажні місії з метою «підтвердження наявності достатньої кількості водних ресурсів та виявлення небезпек». На Марс відправлять велику кількість сонячних панелей, гірничовидобувне обладнання, марсоходи, прилади для підтримки життєдіяльності, їжу.
Потім розраховують відправити ще чотири місії через один синодичний період у 2026 році: два пасажирських Starship плюс два вантажних, що доставлять додаткове обладнання та запаси з метою побудови сонячної електростанції, посадкових майданчиків, оранжерей та заводу для виробництва пального in situ. Для цього використовуватимуть так звану реакцію Сабатьє. Діоксид вуглецю видобуватимуть з атмосфери Марса, а водень — із водяного льоду, що наявний на деякій глибині під поверхнею ґрунту: CO2 + 4H2 → CH4 + 2H2O.
Першим тимчасовим житлом для 20—50 відчайдухів, які наважаться полетіти на Марс, стануть космічні кораблі Starship, позаяк вони матимуть системи підтримки життєдіяльності. Перші 5 кораблів, ймовірно, залишаться там назавжди, а для отримання електрики, необхідної для виробництва пального для повернення на Землю одного Starship, доведеться розмістити сонячні панелі на ділянці розміром 6—10 футбольних полів. База має розташовуватися на широті менше 40°: там буде трохи тепліше та більше сонячної енергії для панелей. Поряд обов'язково мають бути поклади водяного льоду. За розрахунками SpaceX, вони можуть видобувати 1 т води за добу. Вивчається можливість отримання 1 т (CH4/O2) на добу з використанням 17 МВт·год енергії. Маск вважає, що для створення першого життєздатного марсіанського містечка знадобиться принаймні 1000 Starship та 20 років. А головним здобутком було б до 2050 року перевезти на Марс 1 млн людей. Для тих, хто бажає відправитися у таку подорож, але не має для цього коштів, SpaceX пропонуватиме влаштуватися до неї на роботу та поступово віддавати борг.
На членів місії можуть негативно впливати наступні чинники: тривала (від трьох до шести місяців) космічна подорож у невеликому замкненому просторі, космічна радіація, невагомість, а надалі — перебування у гравітації Марса, що становить лише 38 % від Земної.
У жовтні 2020 року, β-користувачі супутникового інтернету Starlink, надавачем якого є SpaceX, оприлюднили деякі умови користувацького договору, наступний пункт якого привертає до себе увагу:
«Що стосується послуг, які надаватимуться на Марсі або на «Starship», чи іншому космічному кораблі марсіанських колоністів, сторони контракту визнають Марс вільною планетою, і жоден уряд, який знаходиться на Землі, не матиме повноважень та суверенітету над марсіанською діяльністю. Відповідно, суперечки вирішуватимуться на основі принципів самоуправління, які встановлюватимуться добросовісно під час заселення Марса»— Умови договору для користувачів Starlink
У березні 2018 року, Маск зазначав, що вважає найкращим способом керування на червоній планеті пряму демократію.

### Співпраця з НАСА
У квітні 2020 року НАСА визначила SpaceX як одну із трьох команд, що займатимуться розробкою системи посадки людини (Human Landing System) на Місяць. На це компанія тоді отримала $139 млн. Цей контракт працює в рамках космічної програми Артеміда, згідно з якою США планують не раніше 2024 року (місія «Артеміда-3») відправити на поверхню нашого природного супутника своїх астронавтів, серед яких буде перша жінка, що полетить на Місяць. У квітні 2021 року Starship було остаточно обрано для цієї місії, а компанія Ілона Маска, як переможець, отримала $2,89 млрд. План передбачає запуск Starship із Super Heavy, дозаправку КК на орбіті, його політ до навколомісячної орбіти і стикування його із космічною станцією Lunar Gateway. До неї також буде пристиковано КК Оріон, що запускатиметься ракетою SLS. На ньому астронавти прибуватимуть на станцію, після чого переходитимуть у Starship, на якому вже і опускатимуться на поверхню Місяця. Після виконання ними поставлених задач, корабель знову поверне їх на станцію.
На початок червня 2023 року, у НАСА посилилося занепокоєння, що місячна версія корабля SpaceX Starship не буде готова до експедиції місії космічної програми «Артеміда-3», під час якої наприкінці 2025 року на супутник Землі повинні були вирушити люди. Під час свого виступу 7 червня 2023 року на спільному засіданні Ради з аеронавтики та космічної техніки та Ради з космічних досліджень Національної академії наук США, заступник адміністратора НАСА з розробки дослідницьких систем Джим Фрі сказав, що запланована дата експедиції на Місяць може зміститися з грудня 2025 року далі, тобто вона плавно перетікає на 2026 рік. Сумніви НАСА є зрозумілими, адже під час недавнього випробувального польоту система Starship показала себе не найкращим чином. Попереду розробка місячної версії Starship. За словами Фрі, SpaceX та НАСА відклали критичний аналіз конструкції корабля доти, доки компанія не проведе демонстрацію кріогенної дозаправки на навколоземній орбіті.
У травні 2024 року НАСА і SpaceX успішно випробували систему стикування для місії Artemis III, яка дасть астронавтам змогу переходити між космічним кораблем Orion і Starship HLS для посадки на Місяць. Випробування системи стикування для Starship HLS проводилися в космічному центрі Джонсона НАСА протягом 10 днів із використанням системи, яка моделює динаміку контакту між двома космічними кораблями на орбіті. Тестування включало понад 200 сценаріїв стикування з різними кутами заходу та швидкістю. Ці реальні результати з використанням повномасштабного апаратного забезпечення підтвердять комп'ютерні моделі системи стикування посадкового модуля на Місяць.

## Критика та відгуки
Аерокосмічний інженер та засновник Марсіанського товариства Роберт Зубрін переконує, що потрібно вивчати і колонізувати Марс, і вважає, що це відбудеться завдяки Ілону Маску. Хоча Зубрін розрахував, що продуктивніше було б відправляти на Марс чи Місяць менший за розміром космічний корабель, такий собі «міні Starship». Американський астрофізик Ніл Тайсон хоча і має сумніви, що керівнику SpaceX вдасться залучити потрібну кількість коштів на розробку нової ракети, але все ж він вважає, що Маск здатний змінити майбутнє людства. SpaceX дорікають відсутністю на кораблі Starship системи аварійного порятунку, що зазвичай передбачається для пілотованих космічних апаратів. Також ракету Маска порівнюють із кораблем Христофора Колумба, сумніваючись, чи буде вона придатна до тривалих подорожей. У вересні 2019 року директор НАСА Джим Брайденстайн звинуватив SpaceX у недостатній увазі до їхнього спільного проєкту щодо розробки пілотованого космічного корабля Dragon 2. Він натякнув, що причиною цього стала зосередженість компанії на новій ракеті. Маск у відповідь на це зізнався, що на Starship витрачається менше 5 % ресурсів SpaceX. І лише після успішного проведення SpaceX DM-2 він визначив даний проєкт пріоритетом для компанії.
Значної критики проєкт зазнав від російських вчених. Особливо це стосується перельотів у межах Землі, адже перед польотами пасажири повинні будуть проходити медогляд (через можливі навантаження на організм). Також через заборону будувати космодроми надто близько до міст (Маск зазначив, що ця відстань складе близько 30 км), люди витрачатимуть багато часу, щоб добратися до них. Головний редактор журналу «Новости космонавтики» І. Марінін, взагалі, назвав весь задум Маска «маразматичним», не вірячи у достатню потужність двигунів ракети. Однак були також відгуки, у яких вже сперечалися з критиками.
Значну стурбованість вчених викликає можливість польоту Starship на Марс до того, як буде зроблений висновок про наявність там ознак життя. Відправлені туди люди «забруднять» червону планету Земними мікроорганізмами, і навіть безпілотний корабель Маска (на думку деяких науковців) здатен зробити це. Адже, на відміну від традиційного виготовлення ракет та космічних кораблів, що відбувається у стерильних умовах, Starship будують майже просто неба, лиш іноді використовуючи великі шатра у процесі зварювання, щоб захиститись від вітру.
26 серпня 2024 року, група російських вчених опубліковала в журналі Geophysical Research Letters результати дослідження, в якому зазначається, що вибух ракети Starship 18 листопада 2023 року, призвів до тимчасового утворення дірки у верхніх шарах атмосфери Землі. Вчені стверджують, що це був перший випадок в історії, коли подібна діра в атмосфері була створена саме вибухом ракети на висоті приблизно 150 км. Вказана діра в іоносфері існувала приблизно 40 хв., однак потім вона зникла, а її розміри досі залишаються невідомими.